# ألبانو لاكوس

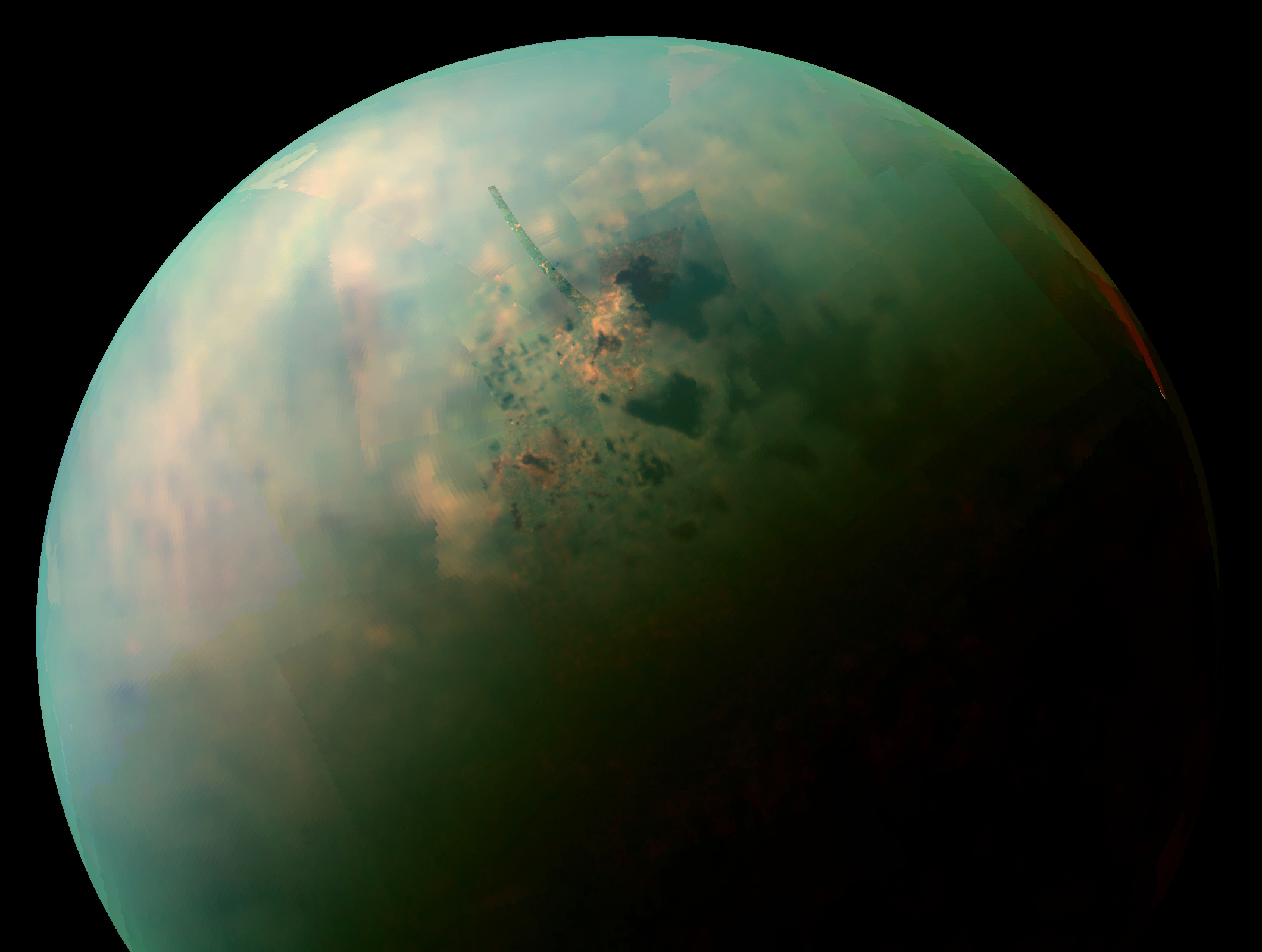
صورة بالأشعة تحت الحمراء التقطها مسبار كاسيني وتظهر الصورة البحيرات الهيدروكربونية على سطح تيتان.

ألبانو لاكوس هي واحدة من  البحيرات الهيدروكربونية التي وجدت على قمر تيتان أكبر أقمار زحل
 تتكون البحيرة من غازي الميثان السائل والإيثان   ، وتم الكشف عنها بواسطة مسبار الفضاء كاسيني .
طول البحيرة هو 6.2 كم  سميت  بحيرة ألبانو لاكوس بهذا الاسم على اسم بحيرة ألبانو في إيطاليا . وكل بحيرة في تيتان تنتهي بكلمة لاكوس وهي تعني (بحيرة).